# Al-Walid I

Wielki Meczet Umajjadów w Damaszku

Al-Walid I (ur. ok. 668, zm. 715) – kalif w latach 705–715.

## Życiorys
Pochodził z dynastii Umajjadów. Był synem kalifa Abd al-Malika, bratem późniejszych kalifów: Sulajmana, Jazida II i Hiszama.
Jego rządy były okresem wielkiej ekspansji arabskiej w Azji Środkowej, w Afryce Północnej i w Europie.
W 705 roku jeden z jego namiestników Kutajba Ibn Muslim rozpoczął marsz wojsk arabskich na wschód, który zakończył się podbojami: Baktrii (705), Buchary (709), Samarkandy (712) i Fergany (715). Dotarł też do Indii, gdzie zajął Multan. Jego zaufany dowódca Musa Ibn Nusajr poprowadził wojska w kierunku zachodnim, gdzie zdobył Tanger i włączył do kalifatu Maghreb . W 710 roku rozpoczęto też najazdy na Półwysep Iberyjski, które doprowadziły w krótkim czasie do opanowania przez Saracenów południa Hiszpanii i w konsekwencji do upadku Królestwa Wizygotów.
W sprawach wewnętrznych państwa arabskiego Al-Walid I umocnił swoją pozycję poprzez kontynuowanie reform zapoczątkowanych przez jego ojca. Opodatkował wszystkich posiadaczy i użytkowników ziemi charadżem. Odszedł też od tolerancji religijnej swoich poprzedników. Usunął ze swojego dworu chrześcijan i odebrał im jedną z najważniejszych świątyń na Bliskim Wschodzie Bazylikę Św. Jana Chrzciciela w Damaszku, którą kazał przebudować na meczet zwany później Wielkim Meczetem Umajjadów. Rozbudował też główne sanktuarium islamu Mekkę.
Wobec współwyznawców był filantropem. W kalifacie za jego czasów rozwinięto system zasiłków dla ubogich muzułmanów. Stworzono sieć przytułków i lazaretów dla chorych i kalekich.